# Station Kremerbruch
Station Kremerbruch was een spoorwegstation in de Poolse plaats Kramarzyny.